# Jan Piechociński
Jan Adam Piechociński (ur. 26 lipca 1950 w Warszawie) – polski aktor teatralny, filmowy, telewizyjny i dubbingowy.

## Życiorys

### Wczesne lata
Urodził się i dorastał w Warszawie. Jego kuzynem był Andrzej Kurek, twórca programu Sonda, z którym spędzał wakacje w Radziejowicach. Jest stryjecznym bratem Janusza Piechocińskiego.
Ukończył Technikum Łączności nr 1 na Saskiej Kępie w klasie o profilu lekkiej atletyki, gdzie jego trenerem sportowym był Roman Wszoła, ojciec złotego i srebrnego medalisty olimpijskiego w skoku wzwyż Jacka Wszoły. Po maturze, pod wpływem ciotecznego brata Andrzeja Kurka, podjął studia na wydziale fizyki na Uniwersytecie Warszawskim, a po pierwszym semestrze zdawał na filologię polską. Następnie studiował prawo w Akademii Teologii Katolickiej, Wydział Prawa, zanim dostał się do PWST w Warszawie. Po roku nauki wziął urlop zdrowotny i wkrótce został skreślony z listy studentów. Jednak został przyjęty do Państwowej Wyższej Szkoły Filmowej, Telewizyjnej i Teatralnej im. Leona Schillera w Łodzi, którą ukończył w 1976.

### Kariera
Statystował w filmach i Teatrze im. Stefana Jaracza w Łodzi. W 1974 zadebiutował w roli wojaka w spektaklu Václava Čtvrtka Rumcajs w reżyserii Jana Skotnickiego na scenie Teatru Polskiego. W 1975 zagrał w łódzkim Teatrze Otwartym w przedstawieniu Jerzego Wawrzaka Dom na zaciszu w reż. Karola Obidniaka. Na ekranie wystąpił po raz pierwszy jeszcze podczas studiów w dwóch rolach - wojownika księcia Mieszka I (Wojciech Pszoniak) i księcia czeskiego w dramacie historycznym Jana Rybkowskiego Gniazdo (1974). Rok później Walerian Borowczyk wybrał go do roli studenta Stanisława Liwickiego w Paryżu w ekranizacji powieści Stefana Żeromskiego Dzieje grzechu (1975).
Po studiach związał się z Teatrem Ateneum (1976–1979), gdzie jego pierwszą rolę była postać faszysty w sztuce Ödöna von Horvátha A miłość nigdy się nie kończy (1976) w reż. ówczesnego dyrektora Janusza Warmińskiego. Odszedł po aferze przy okazji wyjazdu Teatru Ateneum do Szwecji. W latach 1979–1982 występował w warszawskim Teatrze Polskim.
Grał na ekranie w sensacyjnym dramacie wojennym Jana Łomnickiego Akcja pod Arsenałem (1977), serialach - Polskie drogi (1977) i 07 zgłoś się (1978), monumentalnej inscenizacji Teatru Telewizji Noc listopadowa (1978) w reż. Andrzeja Wajdy jako młody Gendre i telewizyjnym dramacie wojennym Janusza Morgensterna Godzina „W” (1979) jako „Jastrząb”. Grał w radiu i wystąpił  w roli Manekina w adaptacji telewizyjnej sztuki Brunona Jasieńskiego Bal manekinów (1979) w reż. Janusza Warmińskiego. Popularność przyniosła mu rola Julka w komedii Krzysztofa Rogulskiego Wielka majówka (1981) ze Zbigniewem Zamachowskim. W polsko-czechosłowackim melodramacie Janusza Majewskiego Słona róża (1982) zagrał główną rolę Marka Wolskiego, członka brygad międzynarodowych wojny domowej w Hiszpanii, który przebywa tu na rekonwalescencji.
Rozpoznawalność zapewniła mu tytułowa rola niewiernego męża i kochanka Karola Górskiego w komedii erotycznej Romana Załuskiego Och, Karol (1985), za którą otrzymał Złote Grono dla najpopularniejszego aktora sezonu 1985, przyznane na XVI Lubuskim Lecie Filmowym w Łagowie. Po sukcesie filmu grywał już głównie epizody w filmach takich jak C.K. Dezerterzy (1985) w reż. Janusza Majewskiego, Magnat (1986) w reż. Filipa Bajona czy Krótki film o miłości (1988) w reż. Krzysztofa Kieślowskiego, a przez kolejne cztery lata (1989–1993) nie dostawał żadnej propozycji.
Na kinowy ekran wrócił dzięki reżyserowi Romanowi Załuskiemu w Komedii małżeńskiej (1994), gdzie ponownie zagrał Karola, który był jego utrapieniem, przyjaciela Wiktora (Jan Englert). W latach 90. występował najczęściej w epizodach w Teatrze Telewizji i serialach, w tym Ekstradycja 2 (1996). Zajął się też dubbingiem, użyczył głosu Robertowi w 101 dalmatyńczykach (1995) i do kultowej gry komputerowej Baldur’s Gate (1998). Na pół roku wyjechał do Szwecji i pracował fizycznie w zawodzie malarza. W 1997 przyjął rolę Feliksa Nowaka, partnera Moniki Ross-Nawrot (Izabela Trojanowska) w telenoweli TVP1 Klan. W remake’u Piotra Wereśniaka Och, Karol 2 (2011) zagrał w końcowej scenie, rolę księdza.

## Życie prywatne
Związany ze scenografką Ewą Bystrzejewską.

## Filmografia
- 1974: Gniazdo – wojownik Mieszka I, książę czeski (2 role)
- 1975: Dzieje grzechu –  student Stanisław Liwicki w Paryżu
- 1975: Bomba
- 1975: Anioły pod choinką
- 1975: Beniamiszek
- 1976: Czerwone ciernie – strażnik więzienny
- 1976: Daleko od szosy – mężczyzna w pociągu (odc. 2)
- 1977: Polskie drogi – partyzant GL (odc. 9,10)
- 1977: Akcja pod Arsenałem – młody lekarz operujący „Alka”
- 1977: Pokój z widokiem na morze
- 1977: Pasja
- 1978: 07 zgłoś się – Adam Fordon (odc. 5)
- 1979: Doktor Murek – bezdomny w noclegowni (odc. 4)
- 1979: Godzina „W”  – „Jastrząb”
- 1980: Punkt widzenia – Marek
- 1980: Sherlock Holmes i doktor Watson – John Courtney
- 1981: Wielka majówka
- 1983: Słona róża – Marek Wolski
- 1984: Przemytnicy – Julek „Wariant”, członek grupy Trofidy
- 1984: Jak się pozbyć czarnego kota – Paweł Danek
- 1985: C.K. Dezerterzy – adiutant generała
- 1985: Och, Karol – Karol Górski
- 1986: Magnat
- 1986: Na kłopoty… Bednarski  – Fritz Herman, współwłaściciel „Stelli”
- 1987: Wielki Wóz –  porucznik Władysław Wieze
- 1987: Śmieciarz − Romek Strumiłło, narzeczony Halinki, współpracownik Gestapo
- 1988: Krótki film o miłości − kochanek Magdy
- 1988: Pole niczyje − Ratigan
- 1988: Zakole − Jerzy Świderski
- 1988: Dekalog VI − kochanek Magdy
- 1988: Grande Educator (Ignacy Domeyko)
- 1989: Po upadku. Sceny z życia nomenklatury
- 1989: Virtuti − porucznik Drzewiecki
- 1989: Urodzony po raz trzeci − Jan „Podkowa”, porucznik AK
- 1994: Komedia małżeńska − Karol, przyjaciel Wiktora
- 1996: Ekstradycja 2 − lekarz w klinice „Olinvita”
- od 1997: Klan – Feliks Nowak
- 1998–1999: Złotopolscy – mecenas Jędrzejewski, adwokat
- 1998: Ekstradycja 3 – lekarz, właściciel prywatnej kliniki, przyjaciel  Halskiego (odc. 7)
- 1998: 13 posterunek – dziennikarz gazety parafialnej (odc. 22)
- 1999: Pierwszy milion – wykładowca na kursie maklerskim
- 2000–2001: Adam i Ewa – lekarz domowy Laudańskich
- 2001–2002: Marzenia do spełnienia – Piotr Baka, bankowiec, kolega Tadeusza  Lisowskiego
- 2002–2010: Samo życie – ojciec dziewczynki w szkółce baletowej i chłopca, ucznia CVIII LO; Marcin Dąbrowski, profesor ekonomii, brat Bartnika
- 2003: Rodzinka – Stefan, partner Malwiny (odc. 4)
- 2003–2005: Defekt  – patolog w Zakładzie Medycyny Sądowej (I  seria)
- 2003–2017: Na Wspólnej – pracownik banku; szef Piotra; Henryk Cieślik
- 2004: Święta polskie – prowadzący teleturniej
- 2004: Glina − Marian Iwanicki vel Gunter Fuchs (odc. 11,12)
- 2004: Długi weekend
- 2005: Karol. Człowiek, który został papieżem – tłumacz
- 2005: Auschwitz. Naziści i „ostateczne rozwiązanie” – Edmund Veesenmayer, przedstawiciel Hitlera na Węgrzech (odc. 5)
- 2006: Kryminalni − Filip Borowiec, szef agencji modelek (odc. 44)
- 2006: Francuski numer − Olek
- 2006: Będziesz moja − Edmund Morawski, ojciec Roberta
- 2007: Na dobre i na złe − Andrzej Sawicki, syn Ireny (odc. 283)
- 2007: I kto tu rządzi? − Andrzej (odc. 23)
- 2009: Popiełuszko. Wolność jest w nas − generał SB
- 2010: Ojciec Mateusz  − Konstanty Jurczak (odc. 31)
- 2011: Och, Karol 2 – ksiądz

## Dubbing
- 1994: Batman
- 1994: Troll w Nowym Jorku – Alan
- 1995: 101 Dalmatyńczyków – Robert
- 1998: Baldur’s Gate – Xan

## Nagrody i wyróżnienia
- 1986 – „Złote Grono” – nagroda dla najpopularniejszego aktora sezonu 1985